# Tintin au Tibet (jeu vidéo)
Pour l’article homonyme, voir Tintin au Tibet.
 (novembre 2023).
Si vous disposez d'ouvrages ou d'articles de référence ou si vous connaissez des sites web de qualité traitant du thème abordé ici, merci de compléter l'article en donnant les références utiles à sa vérifiabilité et en les liant à la section « Notes et références ».
Tintin au Tibet est un jeu vidéo d'aventure à la troisième personne sorti en octobre 1995 sur Super Nintendo, en avril 1996 sur Mega Drive, Game Gear, Game Boy et PC, et en 2001 sur Game Boy Color. Il a été conçu et édité par Infogrames, et développé par Bit Managers (versions Game Boy, Game Gear et Game Boy Color) et Infogrames (versions PC, Mega Drive, Super Nintendo).

## Scénario
Le scénario reprend les principaux éléments de l'album de bande dessinée Tintin au Tibet.
Il débute en Chine, dans un train arrêté à cause d'une rivière en crue. Tintin aperçoit un jeune garçon en train de se noyer, et plonge pour le sauver. C'est ainsi que Tintin et Tchang font connaissance. Cette partie du jeu est inspirée de la rencontre des deux personnages dans Le Lotus bleu. Le temps passe, et Tintin durant ses vacances à la montagne, reçoit une lettre de Tchang, lui disant qu'il allait arriver dans les jours suivants. Mais Tintin a un mauvais pressentiment qui s'avère correct, l'avion de Tchang a une avarie et s'écrase au Tibet. Accompagné du Capitaine Haddock, le jeune reporter part sauver son ami.

## Système de jeu
Tintin au Tibet est un jeu d'aventure en deux dimensions, orienté plate-forme. Les graphismes sont fidèles à l'univers de Tintin. Le joueur dirige Tintin de la gauche vers la droite et vice-versa, via un scrolling manuel. Il est aussi capable de sauter, se baisser, ainsi que ramasser, utiliser et lancer des objets.
Les points de vie de Tintin sont symbolisés par un parchemin affiché en haut à gauche de l'écran. Chaque fois que Tintin est blessé, il perd de l'énergie, si le parchemin disparait, Tintin meurt, mais il est possible de récupérer de l'énergie en trouvant des pommes. Attention, Tintin meurt s'il tombe dans un ravin. Trois vies sont disponibles dès le début du jeu, il est possible d'en trouver, mais ces bonus sont généralement bien cachés. Une horloge affichée en haut à droite de l'écran montre le temps écoulé depuis le début du niveau en cours, Tintin meurt s'il ne réalise pas ses objectifs dans le temps imparti.
Le système de sauvegarde est un système de code à la manière de celui de Flashback. Une fois que le joueur a terminé plusieurs niveaux, il reçoit un code numérique qui lui permet de recommencer la partie à l'endroit où il a reçu le code. Exemple, pour commencer une partie au niveau de la tempête de neige, le code est le 623 (pour la version Super Nintendo).
Le jeu comporte 14 niveaux montrant chacun un environnement différent, le premier se déroule à côté d'un train, le long d'une rivière. Il comporte un passage avec un scrolling forcé, de la droite vers la gauche, c'est la phase où Tintin sauve Tchang qui est entraîné par le courant. Le deuxième niveau à Vargèse, une station savoyarde imaginaire, le joueur doit trouver plusieurs éléments, en évitant les serveurs et les femmes de ménage qui ne regardent pas devant eux, ainsi que les chiens pékinois qui étrangement, font perdre de la vie à Tintin. Le troisième niveau prend place dans un marché, au Népal, où Tintin doit éviter les poteries qui se balancent, accrochées à une corde, des petites clochettes ainsi que les charpentiers et les cyclistes qui ne regardent pas devant eux, eux non plus, etc. C'est le principe de base, avancer en évitant les multiples dangers. Chaque niveau rapproche de plus en plus de l'endroit où s'est réfugié Tchang.

## Améliorations de la version Game Boy avec leSuper Game Boy
La version Game Boy profite d'améliorations lorsqu'elle est insérée dans un Super Game Boy, accessoire pour Super Nintendo permettant de jouer aux jeux Game Boy.

## Dans la culture populaire
Ce jeu est, avec le jeu vidéo Les Chevaliers du Zodiaque: La Légende d'or, l'un des jeux testés dans les deux premiers épisodes de l'émission humoristique de tests de jeux vidéo rétro Joueur du Grenier, publiés simultanément le 30 septembre 2009.

## Accueil
- PC Team : 45 %[1]